# Park Krajobrazowy Góra Świętej Anny
Park Krajobrazowy Góra Świętej Anny, česky lze přeložit jako krajinný park Góra Świętej Anny nebo Chráněná krajinná oblast Góra Świętej Anny, je krajinný park v okolí poutního místa Góra Świętej Anny v okresech Strzelce a Krapkowice v Opolském vojvodství. Nachází se v geomorfologickém celku kuesty/hrástu Chełm ve Slezské vysočině (Wyżyna Śląska) a v regionu Horní Slezsko.

## Historie a popis parku
Park Krajobrazowy Góra Świętej Anny se rozkládá se na ploše 5778 ha a byl založen v roce 1988. Přibližně 47 % plochy parku je na území gminy Leśnica, zbývající část leží na území gmin Zdzieszowice, Gogolin, Izbicko, Strzelce Opolskie a Ujazd. Park byl zřízen za účelem zvláštní ochrany místních vzácných přírodních, krajinných a kulturních hodnot. Hora Góra Świętej Anny je nejvyšším bodem celého parku, má nadmořskou výšku 400,4 m a je to zaniklý vulkán. Geologická stavba parku je velmi různorodá a dána vápenci, krasy včetně závrtů, propastí apod., výchozy čedičů a jiných vulkanických hornin, zónami styku vulkanitů a sedimentárních hornin, sprašemi aj. Cenné jsou xerotermní vegetace a bylo zde zaznamenáno 832 druhů rostlin včetně chráněných. Vyskytuje se zde také mnoho druhů zvířat. Lesní porosty se skládají převážně z buků, dubů, bříz, modřínů, javorů, habrů, olší, jasanů, smrků a borovic.

## Další informace
Park je hojně navštěvován turisty.[zdroj?]